# 부구루슬란

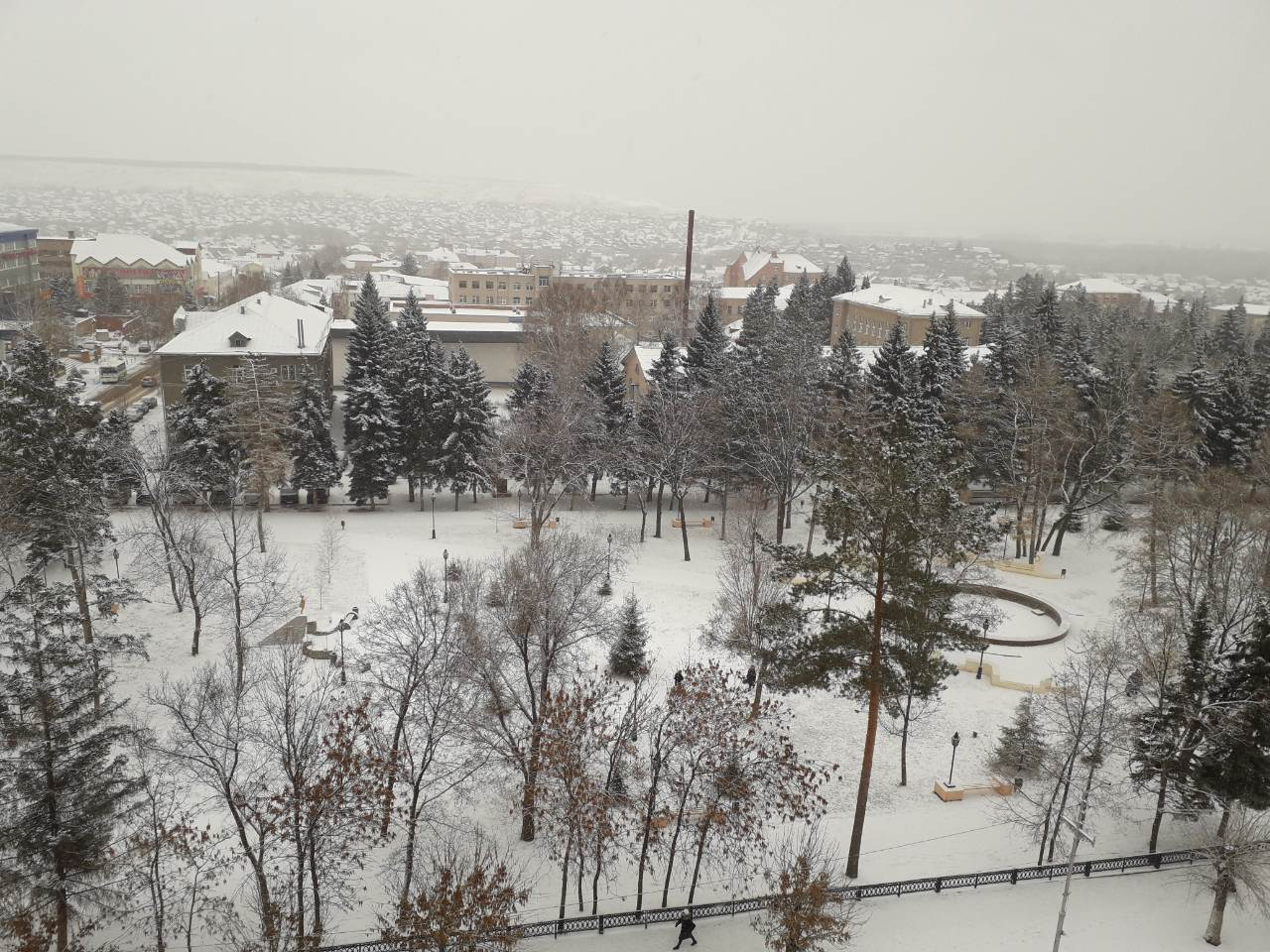

부구루슬란(러시아어: Бугурусла́н)은 러시아 오렌부르크 주 부구루슬란스키 군에 속한 도시이다.
볼쇼이키넬 강이 흐른다. 남서쪽으로 360km지점에 오렌부르크가, 1,200km지점에 모스크바가 위치해 있다.

## 역사
1748년에 러시아인들이 건설했다.